# グランドホテル (ミュージカル)
グランドホテル（原題:Grand Hotel)は、ヴィッキー・バウムの小説・戯曲 "Menschen im Hotel " を原作としたミュージカル作品。脚本はルーサー・デイヴィス、作詞・作曲はロバート・ライト（英語版）とジョージ・フォレスト（英語版）、追加作詞・作曲をモーリー・イェストンが担当。
1989年にトミー・チューンの演出・振付によってブロードウェイにて初演され、同年のトニー賞では12部門にノミネート、演出賞、振付賞ほか5部門で最優賞を獲得。
日本語版初演は1993年。(ただし、1991年にインターナショナルツアーカンパニーが来日公演をしている。)

## 作品成立の背景
Menschen im Hotel
1929年、ヴィッキー・バウムが小説"Menschen im Hotel "（邦題『グランドホテル』） を発表。同年、ベルリンでの舞台のために作者自らの手で戯曲化。1930年ニューヨークで翻訳版が上演される。1932年MGMがオールスターキャストにより映画化。第5回アカデミー賞最優秀作品賞受賞。グランドホテル形式という言葉が一般的になる。
At the Grand
1958年、ルーサー・デイヴィス、ロバート・ライト、ジョージ・フォレストによるミュージカル版が発表される。ロサンゼルス・サンフランシスコとトライアウトの旅に出るが、設定を1928年ベルリンから同時代のローマに、バレリーナをオペラ歌手に等の変更があまり受け入れられず、主役の病気降板もあり、ブロードウエイ公演はキャンセルされてしまった。
Grand Hotel
30年後、デイヴィス、ライト、フォレストは時代設定を1928年ベルリンに戻し、新しいショーとして提供することとした。演出・振付のトミー・チューンは２時間ノンストップの作品とすることとし、追加の作詞・作曲をモーリー・イェストンが担当。ボストンでのトライアウトののち、ブロードウエイで興行。

## 主な登場人物
オットー・クリンゲライン
重い病を患っている会計士。
フェリックス・フォン・ガイゲルン男爵
多額の借金を抱えている男爵。
エリザベータ・グルシンツカヤ
ロシア人のバレリーナ。引退興行のためにベルリンにやってきた。
ヘルマン・プライジング
アメリカ人実業家。織物工場の娘婿で社長。
フリーダ・フラムシェン
タイピスト。ハリウッドスターを夢見ている。
ラファエラ
グルシンツカヤの付き人。
エリック
ホテルのフロント係。
オッテルンシュラーグ
義足の医師。

## 日本での上演
1991年（来日公演）
テレビ朝日が招聘。新橋演舞場、南座、名鉄ホールにて上演。演出はトミー・チューンが担当。
ブロードウェイのインターナショナルツアーカンパニーが来日した。男爵はブロードウェイのオリジナルキャストであるブレント・バレットが演じている。
1993年（初演）
宝塚歌劇団月組公演として上演。主人公をオットーにしている。
詳細は「グランドホテル (宝塚歌劇)」を参照。
2006年
東京国際フォーラムホールCにて上演。演出はグレン・ウォルフォードが担当。
主演はグルシンツカヤの前田美波里で、オットーの小堺一機は準主役として配された。
発表当初は、プライシング役に岡田真澄がキャスティングされていたが、体調不良により降板。
2016年
赤坂ACTシアターと梅田芸術劇場メインホールにて上演。演出はトム・サザーランドが担当。
GREENチームとREDチームに分けて上演。主演はオットー役の中川晃教（GREENチーム）と成河（REDチーム）。
2016年2月1日、GREENチームのラファエラ役だった春野寿美礼が降板となり、樹里咲穂にキャスト変更が発表された。
今作では同じ脚本、同じ音楽でありながら、演出がGREENチームとREDチームで異なるようにつけられた。
2017年
宝塚歌劇団月組公演として上演。珠城りょうのトップお披露目公演。演出は岡田敬二、生田大和が担当。
併演は『カルーセル輪舞曲（ロンド）』（作・演出は稲葉太地）
フェリックス・フォン・ガイゲルン男爵が主役、エリザベータ・グルシンツカヤがヒロインとなる。
詳細は「グランドホテル (宝塚歌劇)」を参照。

### キャスト（日本での公演）
青背景が主演、ピンク背景がヒロインを示す。
|                                      | 1991年 来日公演        | 1993年 月組       | 2006年            | 2016年                  | 2016年     | 2017年 月組           |
| GREEN                                | 1991年 来日公演        | 1993年 月組       | 2006年            | RED                     |            | 2017年 月組           |
| ------------------------------------ | ---------------------- | ----------------- | ----------------- | ----------------------- | ---------- | --------------------- |
| オットー・クリンゲライン             | マーク・ベイカー       | 涼風真世          | 小堺一機          | 中川晃教                | 成河       | 美弥るりか            |
| フェリックス・フォン・ガイゲルン男爵 | ブレント・バレット     | 久世星佳          | 岡幸二郎 大澄賢也 | 宮原浩暢 （LE VELVETS） | 伊礼彼方   | 珠城りょう            |
| エリザベータ・グルシンツカヤ         | デビー・デ・クードロー | 羽根知里          | 前田美波里        | 安寿ミラ                | 草刈民代   | 愛希れいか            |
| ヘルマン・プライジング               |                        | 箙かおる （専科） | 田中健            | 戸井勝海                | 吉原光夫   | 華形ひかる (専科)     |
| フリーダ・フラムシェン               | デリー・ライヴリー     | 麻乃佳世          | 紫吹淳            | 昆夏美                  | 真野恵里菜 | 早乙女わかば 海乃美月 |
| ラファエラ                           |                        | 天海祐希          | 諏訪マリー        | 樹里咲穂                | 土居裕子   | 暁千星 朝美絢         |
| エリック                             |                        | 汐風幸            | パク・トンハ      | 藤岡正明                | 藤岡正明   | 朝美絢 暁千星         |
| オッテルンシュラーグ                 | ジャック・エドルマン   | 汝鳥伶            | 藤木孝            | 光枝明彦                | 佐山陽規   | 夏美よう (専科)       |

1. 1 2 3  役替わり。
2. ↑  役名は「ラファエラ・オッタニオ」。

## 受賞歴

### ブロードウェイ（初演）
| 年   | 賞               | カテゴリー                      | 対象                                                       | 結果       |
| ---- | ---------------- | ------------------------------- | ---------------------------------------------------------- | ---------- |
| 1990 | トニー賞         | ミュージカル作品賞              | ミュージカル作品賞                                         | ノミネート |
| 1990 | トニー賞         | ミュージカル脚本賞              | ルーサー・ディヴィス                                       | ノミネート |
| 1990 | トニー賞         | オリジナル楽曲賞                | ロバート・ライト ジョージ・フォレスト モーリー・イェストン | ノミネート |
| 1990 | トニー賞         | ミュージカル主演男優賞          | デイビッド・キャロル                                       | ノミネート |
| 1990 | トニー賞         | ミュージカル主演女優賞          | リリアン・モンテベッチ                                     | ノミネート |
| 1990 | トニー賞         | ミュージカル助演男優賞          | マイケル・ジェッター                                       | 受賞       |
| 1990 | トニー賞         | ミュージカル助演女優賞          | ジェーン・クラコウスキー                                   | ノミネート |
| 1990 | トニー賞         | ミュージカル演出賞              | トミー・チューン                                           | 受賞       |
| 1990 | トニー賞         | 振付賞                          | トミー・チューン                                           | 受賞       |
| 1990 | トニー賞         | ミュージカル装置デザイン賞      | トニー・ウォルトン                                         | ノミネート |
| 1990 | トニー賞         | ミュージカル衣装デザイン賞      | サント・ロカルノ                                           | 受賞       |
| 1990 | トニー賞         | ミュージカル照明デザイン賞      | ジュールズ・フィッシャー                                   | 受賞       |
| 1990 | Drama Desk Award | 優秀ミュージカル賞              | 優秀ミュージカル賞                                         | ノミネート |
| 1990 | Drama Desk Award | ミュージカル部門 優秀主演男優賞 | デイビッド・キャロル                                       | ノミネート |
| 1990 | Drama Desk Award | ミュージカル部門 優秀助演男優賞 | マイケル・ジェッター                                       | 受賞       |
| 1990 | Drama Desk Award | ミュージカル部門 優秀助演女優賞 | ジェーン・クラコウスキー                                   | ノミネート |
| 1990 | Drama Desk Award | ミュージカル部門 優秀演出家賞   | トミー・チューン                                           | 受賞       |
| 1990 | Drama Desk Award | 優秀振付家賞                    | トミー・チューン                                           | 受賞       |
| 1990 | Drama Desk Award | 優秀オーケストラ賞              | ペーター・マッツ                                           | ノミネート |
| 1990 | Drama Desk Award | 優秀作詞賞                      | ロバート・ライト ジョージ・フォレスト モーリー・イェストン | ノミネート |
| 1990 | Drama Desk Award | 優秀作曲賞                      | ロバート・ライト ジョージ・フォレスト モーリー・イェストン | ノミネート |
| 1990 | Drama Desk Award | 優秀装置デザイン賞              | トニー・ウォルトン                                         | ノミネート |
| 1990 | Drama Desk Award | 優秀衣装デザイン賞              | サント・ロカルノ                                           | 受賞       |
| 1990 | Drama Desk Award | 優秀照明デザイン賞              | ジュールズ・フィッシャー                                   | 受賞       |

### ロンドン公演（初演）
| 年   | 賞                       | カテゴリ                 | 対象                     | 結果       |
| ---- | ------------------------ | ------------------------ | ------------------------ | ---------- |
| 1993 | ローレンス・オリヴィエ賞 | 最優秀新作ミュージカル賞 | 最優秀新作ミュージカル賞 | ノミネート |
| 1993 | ローレンス・オリヴィエ賞 | 最優秀振付家賞           | トミー・チューン         | ノミネート |

### ロンドン公演（再演）
| 年   | 賞                       | カテゴリ                       | 対象                           | 結果 |
| ---- | ------------------------ | ------------------------------ | ------------------------------ | ---- |
| 2005 | ローレンス・オリヴィエ賞 | 最優秀リバイバルミュージカル賞 | 最優秀リバイバルミュージカル賞 | 受賞 |

### ロンドン公演（トム・サザーランド版）
| 年   | 賞                                       | カテゴリ                 | 対象                     | 結果 |
| ---- | ---------------------------------------- | ------------------------ | ------------------------ | ---- |
| 2016 | オフ・ウエストエンド・シアター・アワード | 最優秀ミュージカル作品賞 | 最優秀ミュージカル作品賞 | 受賞 |
| 2016 | オフ・ウエストエンド・シアター・アワード | 最優秀振付賞             | リー・プラウド           | 受賞 |

## 楽曲
- - The Grand Parade (Yeston) / Some Have, Some Have Not (Wright/Forrest) / As It Should Be (Wright/Forrest)
  - At the Grand Hotel (Yeston) / Table With a View (Wright/Forrest)
  - Maybe My Baby Loves Me (Wright/Forrest)
  - Fire and Ice (Wright/Forrest)
  - Twenty Two Years (Yeston)/Villa On a Hill (Wright/Forrest)
  - I Want To Go To Hollywood (Yeston)
  - Everybody's Doing It (Yeston)
  - The Crooked Path (Wright/Forrest) / Some Have, Some Have not / As It Should Be
  - Who Couldn't Dance With You? (Wright/Forrest)
  - Merger Is On　
  - Love Can't Happen (Yeston)
  - What You Need (Wright/Forrest)
  - Bonjour Amour (Yeston)
  - H-A-P-P-Y (Wright/Forrest) / We'll Take A Glass Together (Wright/Forrest)
  - I Waltz Alone (Wright/Forrest)
  - H-A-P-P-Y
  - Roses at the Station (Yeston)
  - Bolero (What You Need)
  - How Can I Tell Her? (Wright/Forrest)
  - As It Should Be / At The Grand Hotel / The Grand Parade / Some Have, Some Have Not
  - The Grand Waltz (Wright/Forrest)